# JK Tervis Pärnu
El JK Tervis Pärnu fue un equipo de fútbol de Estonia que alguna vez estuvo en la Meistriliiga, la liga de fútbol más importante del país.
Fue fundado en el año 1922 en la ciudad de Pärnu y sus colores eran blanco, negro y azul. Nuca llegó a ganar un título importante en su historia y entre 1996 y 2002 se mudaron a la ciudad de Lelle y fue conocido como Lelle SK y sus colores fueron negro y amarillo.
A nivel internacional participó en 1 torneo continental, la Copa Intertoto de 1996, en la que no pasaron de la Primera Ronda.
El equipo oficialmente desapareció en el año 2005 mientras jugaba en la Esiliiga.

## Trayectoria en elFútboldeEstonia
| Año    | Liga | Posición | Goles +/- | Puntos |
| ------ | ---- | -------- | --------- | ------ |
| 92/93  | II   | 1        | +62       | 26     |
| 93/94  | I    | 8        | -29       | 12     |
| 94/95  | II   | 1        | +38       | 22     |
| 95/96  | I    | 6        | -4        | 13     |
| 96/97* | I    | 4        | +4        | 21     |
| 97/98* | I    | 8        | -23       | 10     |
| 1998*  | I    | 8        | -29       | 3      |
| 1999*  | I    | 7        | -20       | 24     |
| 2000*  | II   | 8        | -79       | 16     |
| 2001*  | II   | 8        | -121      | 3      |
| 2002*  | III  | 1        | +40       | 49     |
| 2003   | II   | 2        | +33       | 51     |
| 2004   | II   | 3        | +20       | 56     |
| 2005   | II   | 5        | +20       | 50     |

- como Lelle SK

## Participación en competiciones de la UEFA
| Temporada | Torneo         | Ronda | País       | Club             | Marcador |
| --------- | -------------- | ----- | ---------- | ---------------- | -------- |
| 1995      | Copa Intertoto | 1     | Yugoslavia | Budućnost        | 1–3      |
| 1995      | Copa Intertoto | 1     | Chipre     | Nea Salamis      | 0–2      |
| 1995      | Copa Intertoto | 1     | Alemania   | Bayer Leverkusen | 1–6      |
| 1995      | Copa Intertoto | 1     | Grecia     | OFI              | 0–2      |

## Jugadores destacados
| - Martin Kaalma - Liivo Leetma - Alari Lell - Andres Oper | - Raio Piiroja - Taavi Rähn - Urmas Rooba - Sergei Terehhov | - Atko Väikmeri - Indrek Zelinski - Karl Palatu |